# Mayé
Mayé est un village français, qui appartient à la commune de Saint-Martin-de-Mâcon, située dans le département des Deux-Sèvres et la région Poitou-Charentes.